# Теодосій Грек
Феодосій II Грек — ігумен Києво-Печерського монастиря (1142—1156).

## Короткий життєпис
Прибув з Візантії у першій чверті 12 ст., був близький до князя чернігівського Святослава (Святоші) та київського Великого князя Ізяслава Мстиславича. Спочатку був звичайним ченцем Печерського монастиря. Згодом став перекладачем. 1142 року обирається ігуменом Києво-Печерського монастиря.

## Творчість
Автор полемічних (проти латинян) і повчальних творів, з яких відомі: відповідь князеві Ізяславові про споживання м'яса в середу і п'ятницю, «Посланіе… о почитаній недЂли», Вопрошеніе В. кн. Изяслава… о варяжской вЂрЂ"; переклади грецьких і латинських творів. Авторство деяких писань, пов'язаних з ім'ям Феодосія, сумнівне.